# Manuel Goycoolea Espoz
Manuel Goycoolea Espoz (Santiago, 2 de octubre de 1902 - 7 de febrero de 1996) fue un abogado, político, agricultor y empresario chileno.

## Familia
Hijo de Narcizo Goycoolea Alzérreca y de Rorario Espoz Gallo. Fue el menor de dos hermanos. Familia llegada a Santiago de las minas del norte grande de Chile, donde se formó una considerable fortuna.
Contrajo matrimonio con Eliana Figueroa Alcalde (1 de junio de 1903 - 8 de febrero de 2003), -hija de Manuel Figueroa Larraín y de Ester Alcalde Lecaros. Es sobrina del presidente de la república del Centenario de Chile, Emiliano Figueroa Larraín (1925-1927)- con quien tuvo nueve hijos: Manuel, Eliana, Mónica, María Isabel, Luz, Ester, Patricia, Antonio y José Miguel.

## Estudios
Sus estudios universitario los realizó en la Universidad de Chile, donde se tituló de abogado el 13 de septiembre de 1928. Su memoria de título fue sobre mandato de derecho romano.

## Vida pública y privada
Fue alcalde de la comuna de Las Condes desde 1944 hasta 1947 y entre 1953 y 1954.
En 1932 fue dueño, conjuntamente con su hermano Narciso, de la chacra de Vitacura, Lo Gallo y Lo Recabarren; los sucesores de ambos mantuvieron hasta 2006 un juicio contra la Corfo por la expropiación requerida por el fisco para el paso de las autopistas en la rotonda Pérez Zujuvic, comuna de Vitacura.

### Creó y desarrolloó el barrio de Vitacura
Como impulsor del desarrollo urbano de Vitacura, Manuel Goycoolea Espoz loteó la chacra de Vitacura, para lo cual recurrió al Banco de Chile división Comisiones de Confianza, sección inmobiliaria, cuyos ejecutivos fueron Ignacio Cousiño Aragón, Luis Felipe Letelier Ycaza y Eugenio Cruz Vargas.; esta urbanización se desarrolló entre 1946 y 1957.

 El 11 de mayo de 1946, vendió conjuntamente con su hermano para el nuevo colegio de Los Padres Franceses de Santiago en Vitacura, una extensión de 95 000 m²; además, ambos hermanos donaron otra extensión de 172 500 m², totalizando 26,75 hectáreas para el nuevo colegio.
 En 1955 adquirió el predio llamado hoy Casona Lo Gallo o Casas Lo Matta. Posteriormente, pasó esta propiedad a la Caja de Previsión de Empleados Particulares, que hoy es ocupada por la corporación cultural de Vitacura.

### Agua potable Lo Castillo
Con la formación de los nuevos barrios, compuestos por las chacras de Vitacura, Lo Curro y Lo Recabarren, se creó la empresa de agua potable y servicio sanitario Lo Curro, de propiedad de Manuel Goycoolea Espoz. Esta empresa se inscribió en el registro del Ministerio de Obras Públicas el 13 de octubre de 1976 y el 30 de marzo de 1977, y sus escrituras públicas se llevaron a cabo ante el notario público Luis Azócar Álvarez. Dicha transferencia fue autorizada según DS MINVU N°15 del 3 de enero de 1977.
En 1996, tras la muerte de Manuel Goycoolea Espoz, sus herederos vendieron agua potable Lo Castillo a la empresa Enersis.

## Muerte
Manuel Goycoolea Espoz falleció por una insuficiencia respiratoria a los 93 años de edad. Sus restos mortales descansan en el Cementerio Parque del Recuerdo, junto a su esposa e hija. Dejó como enseñanza una vida donde conjugo la fe, la familia, el servicio público, el esfuerzo y el emprendimiento.